# Кайрен Вілсон
Кайрен Вілсон (англ. Kyren Wilson; нар. 23 грудня 1991 року)  — англійський професійний гравець у снукер, чемпіон світу 2024 року.
Кайрен Вілсон також  виходив до фіналів двох із трьох турнірів Потрійної Корони: Мастерс у 2018 і 2025 роках та Чемпіонату світу 2020. Після перемоги на чемпіонаті світу 2024 року досяг свого найвищого на той момент (травень 2024 року) третього місця в рейтингу професійних гравців. Як плідний брейк-білдер, Кайрен зробив понад 500 сотенних серій, із яких 5 стали максимальними брейками (147 очок).

## Віхи кар'єри
2013 рік. Вперше потрапив до чвертьфіналу рейтингового турніру на Шанхай Мастерс.
2014 рік. Дебютує в Crucible, програвши проти Рікі Волдену в першому раунді 7-10.
2015 рік. Виграє перший рейтинговий титул на Шанхай Мастерс, перемігши в фіналі Джадда Трампа з рахунком 10-9.
2016 рік. Досягає другого фіналу рейтингового турніру на Indian Open, але програє Ентоні Макгілу.
2017 рік. Виступає в фіналах двох рейтингових турнірів World Open та English Open, але програє відповідно Діну Джуньху 3-10 та Ронні О'Салівану 2-9.
2018 рік. Дійшов до першого фіналу потрійної корони на Мастерсі, програвши Марку Аллену з рахунком 10-7. Виграє другий рейтинговий титул на Paul Hunter Classic, обігравши Пітера Ебдона у фіналі. Виграє титул на чемпіонаті світу зі снукеру 6 червоних куль, перегравши в фіналі Діна Джуньху 8-4. У фіналі турніру Чемпіон чемпіонів поступається Ронні О’Саллівану поступається з рахунком 9-10. Виходить до півфіналу на чемпіонаті світу.
2019 рік. Виграє свій третій рейтинговий титул у кар’єрі на German Masters. У фіналі переміг Девіда Гілберта 9-7.
2020 рік. Виходить до фіналу Welsh Open, де програє Шону Мерфі з рахунком 1-9. Виходить до свого першого фіналу чемпіонату світу, обігравши Ентоні Макгіла 17-16 в епічному півфіналі, але програє фінал Ронні О’Саллівану 8-18. Вперше виграє рейтинговий турнір у Великій Британії, обігравши Джадда Трампа з рахунком 3-1 у фіналі Ліги чемпіонату.
2021 рік. Виграє Лігу чемпіонату вдруге, але цього разу турнір не є рейтинговим. Обіграв Марка Вільямса 3-2 у фіналі групи переможців. Досягає півфіналу чемпіонату світу, де програє Шону Мерфі.
2022 рік. Грає в фіналі Gibraltar Open, але програє в фіналі Роберту Мілкінсу 2-4. Виграє European Masters, у фіналі перемагає Баррі Гокінса з рахунком 9-3.
2023 рік. Доходить до фіналу Tour Championship, де програє Шону Мерфі з рахунком 7-10. Робить максимальний брейк (147 очок) у матчі проти Раяна Дея в Крусіблі.
2024 рік. Вперше стає чемпіоном світу, у фіналі переграє Джека Джонса з рахунком 18-14. Новий сезон розпочинає з перемоги на Xi'an Grand Prix, у фіналі переміг Джадда Трампа 10-8. Виграє Northern Ireland Open, у фіналі знову переграв Джадда Трампа 9-3.
2025 рік. Здобуває титул на German Masters, у напруженому фіналі переграє Баррі Гокінса у вирішальному фреймі 10-9. Перемагає на Players Championship, у драматичному фіналі здолав Джадда Трампа 10-9. Виграє престижний Шанхай Мастерс, у напруженому фіналі переграв Алі Картера 11-9.

## Особисте життя
Кайрен Вілсон одружений, дружину звати Софі-Лорен. У пари двоє синів - Фінлі (2015 р.н.) і Бейлі (2017 р.н.).